# 伊吹山地
伊吹山地（いぶきさんち）は、岐阜県と滋賀県にまたがる山地。北は、両白山地に連なる。南は、関ヶ原で一旦低くなった後、鈴鹿山脈へと続いている。この狭窄部は、冬の季節風で濃尾平野に降雪をもたらす原因となっている。

## 主な山
伊吹山地の主な山を下表に示す。その最高峰は、薬草の宝庫として知られている標高1,377 mの伊吹山である。
| 山容 | 山名   | 標高 (m) | 三角点等級 基準点名 | 伊吹山からの 方角と距離(km) | 備考                                      |
| ---- | ------ | -------- | ------------------- | --------------------------- | ----------------------------------------- |
|      | 横山岳 | 1,131.72 | 二等 「横山岳」     | 北西 24.2                   | よこやまだけ                              |
|      | 金糞岳 | 1,317    |                     | 北北西 16.0                 | 滋賀県の第2高峰                           |
|      | 小谷山 | 494.52   | 三等 「大岳」       | 西北西 13.2                 | 新・花の百名山                            |
|      | 貝月山 | 1,234.25 | 二等 「品又」       | 北 11.2                     | かいづきやま                              |
|      | 池田山 | 923.85   | 二等 「池田山」     | 東北東 10.4                 | 池田の森                                  |
|      | 国見岳 | 1,126    |                     | 北北東 5.0                  | 伊吹北尾根 くにみだけ                     |
|      | 伊吹山 | 1,377.31 | 一等 「伊吹山」     | 0                           | 滋賀県の最高峰 日本百名山、新・花の百名山 |

## 源流の河川
伊吹山地を源とする主な河川は以下である。
- 揖斐川 - 木曽川水系で、伊勢湾へ流れる。
  - 粕川
  - 牧田川
    - 藤古川
    - 相川
- 天野川 - 淀川水系で、琵琶湖へ流れる。
- 姉川 - 淀川水系で、琵琶湖へ流れる。
  - 草野川
  - 高時川